# کشاورز ۶۲۷۱
سیارک ۶۲۷۱ (به انگلیسی: 6271 Farmer، نامگذاری:1991NF) شش هزار و دویست و هفتاد و یکمین سیارک کشف شده‌است که در ۹ ژوئیه ۱۹۹۱ کشف شد.
قدر مطلق سیارک برابر ۱۳٫۰۰ است.